# Ponte di Rusumo
Il ponte di Rusumo è un ponte che attraversa il fiume Kagera in località Rusumo al confine fra Ruanda e la Tanzania.
Il ponte è stato aperto al traffico veicolare nel 1971.

## Inquadramento
Il fiume Kagera delimita per lunghi tratti dapprima il confine fra Uganda e Tanzania e più avanti nel suo percorso il confine tra Ruanda a e Uganda.
Nel suo percorso si trovano le Cascate di Rusumo. Sopra le cascate si trova il ponte che è diventato tristemente noto nel 1994 durante il Genocidio del Ruanda, quando migliaia di persone lo percorsero dirette in Tanzania per sfuggire ai massacri.

## La struttura e i materiali
Il ponte è costituito da un arco centrale di 64640 mm di luce e due tratti orizzontali di estremità. L'acciaio delle strutture giunse via mare a Dar es Salaam in Tanzania, circa 400 km a sudovest dal punto di costruzione al quale giunse su strada. Fu escluso il trasporto e il montaggio con elicotteri per il fatto che solo la struttura metallica aveva un peso di oltre 60 tonnellate.
Il progetto mostra un ponte dalla forma arcuata con una campata di 63 metri, larghezza di 3.5 metri; la struttura è in acciaio a struttura reticolare, l'impalcato in lastre di calcestruzzo prefabbricato. L'arco centrale in acciaio, elemento strutturale del ponte, ha un raggio di 120 metri.
Il progetto consisteva in una struttura reticolare le cui membrature, sciolte, sono state trasportare con automezzi. Non dovevano pesare più di 10 tonnellate e avere un ingombro inferiore ai 10 metri.
Per il varo fu deciso l'assemblaggio del ponte in 2 metà distinte da far ruotare sulle cerniere di appoggio e unire in mezzeria, come un arco a 3 cerniere.